# Despatch
Despatch est une ville de la province du Cap-Oriental, en Afrique du Sud, qui fait partie de la métropole Nelson Mandela organisée autour de la ville de Port Elizabeth.
La ville fut fondée en 1942 pour recevoir les classes moyennes et populaires blanches des banlieues de Port Elizabeth et de Uitenhage.

## Démographie
Selon le recensement de 2011, la ville de Despatch compte 39 619 résidents, principalement issus de la communauté blanche (44,72 %). Les noirs et les coloureds représentent respectivement 36,91 % et 17,79 % des résidents. Les habitants de Despatch sont à 59,73 % de langue maternelle afrikaans et à 33,21 % de langue maternelle xhosa.
Despatch comprend un centre-ville et des quartiers et banlieues résidentielles majoritairement blanches (la plupart à plus de 80 %) et afrikaners : Azalea Park, Bothasrus, Campher Park, Despatch Central, Heuwelkruin, Manor Heights, Retief et Windsor Park. Les quartiers à majorité noire sont Khayamnandi (87,87 %) et Despatch SP (98,62 %) tandis que celui de Daleview et Reservoir Hills sont à majorité coloured (92,79 % et 94,43 %).